# Couville
Cet article possède un paronyme, voir Cauville.
Couville est une commune française, située dans le département de la Manche en région Normandie, peuplée de 1 228 habitants.

## Géographie

### Localisation
Les communes limitrophes sont Sideville, Breuville, Bricquebosq, Hardinvast, Saint-Christophe-du-Foc, Saint-Martin-le-Gréard et Virandeville.

### Hydrographie
La commune est située dans le bassin Seine-Normandie. Elle est drainée par le Marvis, le cours d'eau 01 des Fleurys et le ruisseau de Trotte-Boeuf,,.

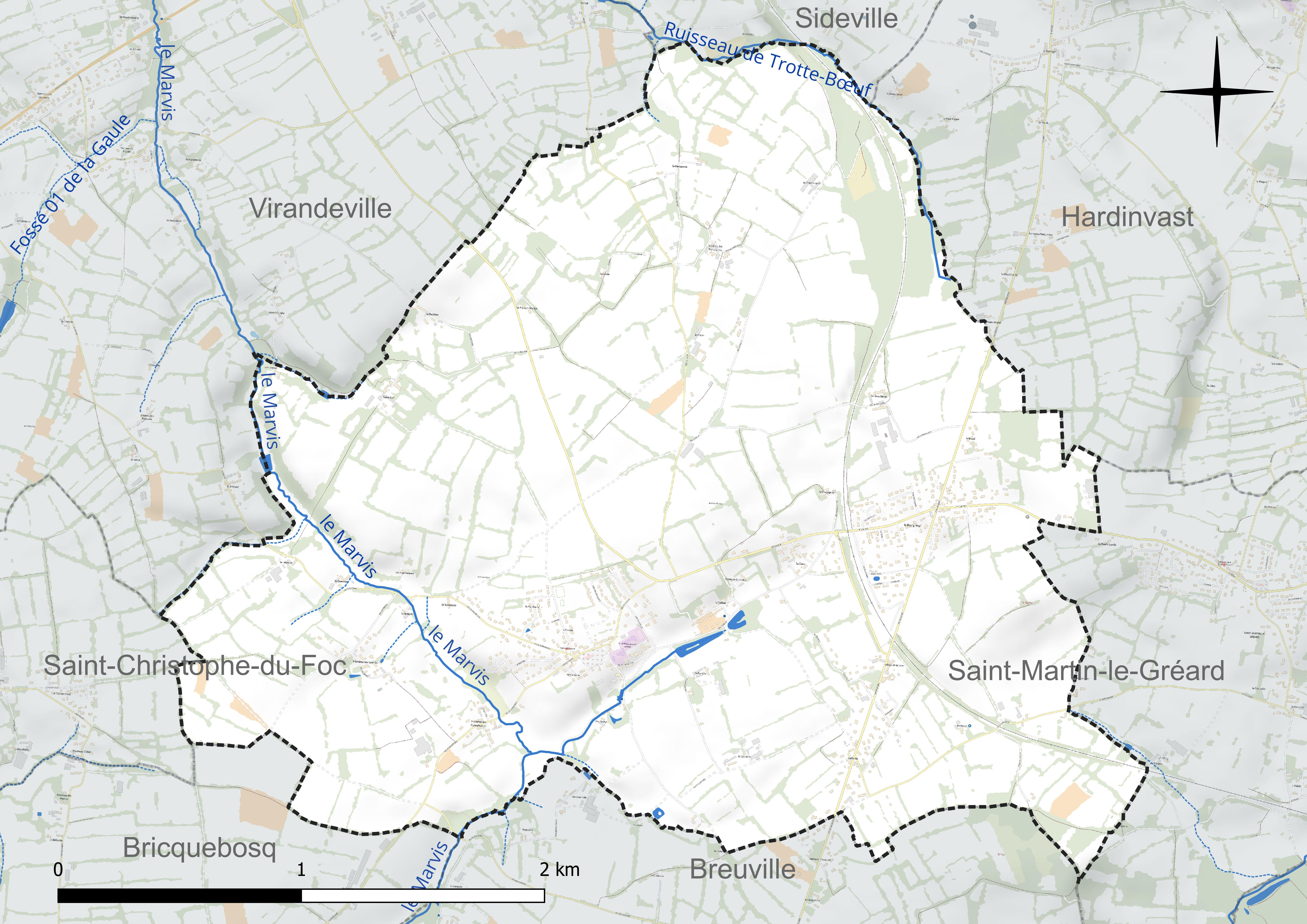
Réseau hydrographique de Couville.

### Climat
Pour des articles plus généraux, voir Climat de la Normandie et Climat de la Manche.
En 2010, le climat de la commune est de type climat océanique franc, selon une étude du CNRS s'appuyant sur une série de données couvrant la période 1971-2000. En 2020, Météo-France publie une typologie des climats de la France métropolitaine dans laquelle la commune est exposée à un climat océanique et est dans la région climatique  Normandie (Cotentin, Orne), caractérisée par une pluviométrie relativement élevée (850 mm/a) et un été frais (15,5 °C) et venté. Parallèlement le GIEC normand, un groupe régional d’experts sur le climat, différencie quant à lui, dans une étude de 2020, trois grands types de climats pour la région Normandie, nuancés à une échelle plus fine par les facteurs géographiques locaux. La commune est, selon ce zonage, exposée à un « climat maritime », correspondant au Cotentin et à l'ouest du département de la Manche, frais, humide et pluvieux, où les contrastes pluviométrique et thermique sont parfois très prononcés en quelques kilomètres quand le relief est marqué.
Pour la période 1971-2000, la température annuelle moyenne est de 10,8 °C, avec une amplitude thermique annuelle de 11,3 °C. Le cumul annuel moyen de précipitations est de 964 mm, avec 13,9 jours de précipitations en janvier et 8,1 jours en juillet. Pour la période 1991-2020, la température moyenne annuelle observée sur la station météorologique la plus proche, située sur la commune de Cherbourg-en-Cotentin à 10 km à vol d'oiseau, est de 12,1 °C et le cumul annuel moyen de précipitations est de 963,9 mm,. Pour l'avenir, les paramètres climatiques de la commune estimés pour 2050 selon différents scénarios d’émission de gaz à effet de serre sont consultables sur un site dédié publié par Météo-France en novembre 2022.

## Urbanisme

### Typologie
Au 1er janvier 2024, Couville est catégorisée commune rurale à habitat dispersé, selon la nouvelle grille communale de densité à sept niveaux définie par l'Insee en 2022.
Elle est située hors unité urbaine.
Par ailleurs la commune fait partie de l'aire d'attraction de Cherbourg-en-Cotentin, dont elle est une commune de la couronne,. Cette aire, qui regroupe 77 communes, est catégorisée dans les aires de 50 000 à moins de 200 000 habitants,.

### Occupation des sols
L'occupation des sols de la commune, telle qu'elle ressort de la base de données européenne d’occupation biophysique des sols Corine Land Cover (CLC), est marquée par l'importance des territoires agricoles (90,1 % en 2018), une proportion sensiblement équivalente à celle de 1990 (89,7 %).
La répartition détaillée en 2018 est la suivante : prairies (44,4 %), terres arables (36,8 %), zones urbanisées (9,9 %), zones agricoles hétérogènes (8,9 %).

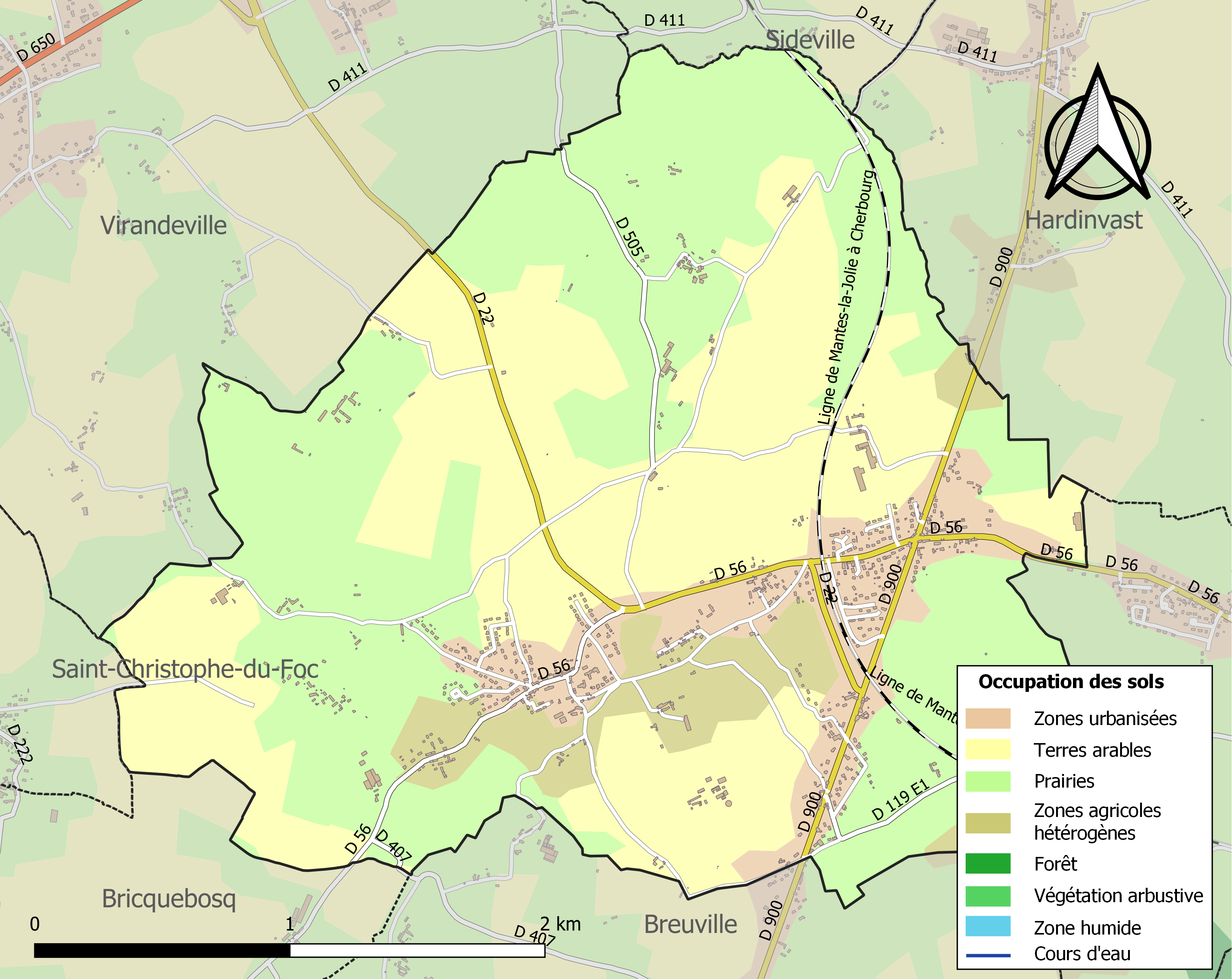
Carte des infrastructures et de l'occupation des sols de la commune en 2018 (CLC).

L'évolution de l’occupation des sols de la commune et de ses infrastructures peut être observée sur les différentes représentations cartographiques du territoire : la carte de Cassini (XVIIIe siècle), la carte d'état-major (1820-1866) et les cartes ou photos aériennes de l'IGN pour la période actuelle (1950 à aujourd'hui).

## Toponymie
Le nom de la localité est attesté sous les formes Kalvilla en 996 - 1008 ; Kalvilla.....Colecclesia [?] vers l'an mille ; Couvilla vers 1100 et 1150 ; Couvilla vers 1280.
Il s'agit d'une formation toponymique médiévale en -ville au sens ancien de « domaine rural »,, (nom commun ancien français vile, issu du latin villa rustica).
Le premier élément Cou- représente un anthroponyme selon le cas général,,,, mais son identification précise a posé des problèmes aux toponymistes qui émettent alors différentes hypothèses. Albert Dauzat suggère de reconnaître le nom de personne germanique (comprendre « germanique continental ») Colo, cette solution ancienne n'est pas prise en compte par les ouvrages de toponymie plus récents. François de Beaurepaire doute à la fois de la forme Kalvilla du Xe siècle et de celle de Colecclesia mentionnée dans le même document, mais propose tout de même le nom de personne scandinave Koli (en réalité plus spécifiquement vieux danois), il est en cela suivi par René Lepelley. Cependant Ernest Nègre préfère tenir compte uniquement de la forme Kalvilla pour proposer le nom de personne norois Kali (vieux danois Kale).
Remarques : Il semble que la forme Colecclesia se réfère en réalité à l'Écluse « *Coléglise », lieu-dit de la commune de Saint-Martin-le-Gréard située à 3,5 km, dont le nom a été altéré par l'étymologie populaire. On ne peut pas exclure l'influence de cet ancien toponyme sur le développement Kal- > Col- > Cou-, d'autant plus que cette évolution phonétique est possible. Cependant, Kali comme Koli aurait plutôt dû aboutir à Calleville et Colleville respectivement, comme c'est le cas ailleurs en Normandie. En outre, si le nom de personne norois Kolr (vieux danois Kol), qui conviendrait mieux (*Kolvilla > Couville), est bien attesté, *Kalr ne l'est pas. Plusieurs anthroponymes scandinaves se rattachent à la racine de kalfr « veau », le norois KalfR / Kalfr, ainsi que le vieux danois Kalf / Kalv.

## Histoire

### Protohistoire
Au Mont à la Quesne, aux Houguettes, fut découvert en 1850 un gisement de 280 haches à douilles datant du bronze ancien (VIIe siècle av. J.-C.) ou du début de l'âge de fer.

### Moyen Âge
Pendant la guerre de Cent Ans, par la volonté du roi d'Angleterre, c'est Robin Le Cop puis Guillaume Wolston qui bénéficièrent de la seigneurie de Couville.

### Temps modernes
En 1515, Guillaume Orenge, écuyer, rend hommage du fief de Loumey à Couville, tenu du roi en la vicomté de Valognes.
Vers 1548, Pierre de Belleville, fils de Pierre, verrier à Bézu-la-Forêt, monte en Cotentin et est le créateur et propriétaire d'une verrerie au lieu-dit le Breuil, sans doute l'ancêtre des glaceries de Tourlaville.

### Époque contemporaine
C'est à la gare de Couville que fut découverte en 1896 une malle sanglante et que fut arrêté un couple formé par Joseph Aubert et sa compagne Marguerite Dubois, auteurs de l'homicide d'un jeune philatéliste, Émile Delabaef. Cette affaire fut jugée aux assises de la Seine, du 26 au 29 octobre 1896. Son retentissement trouva un large écho dans la presse nationale de l'époque qui titra : « le crime de Couville ».

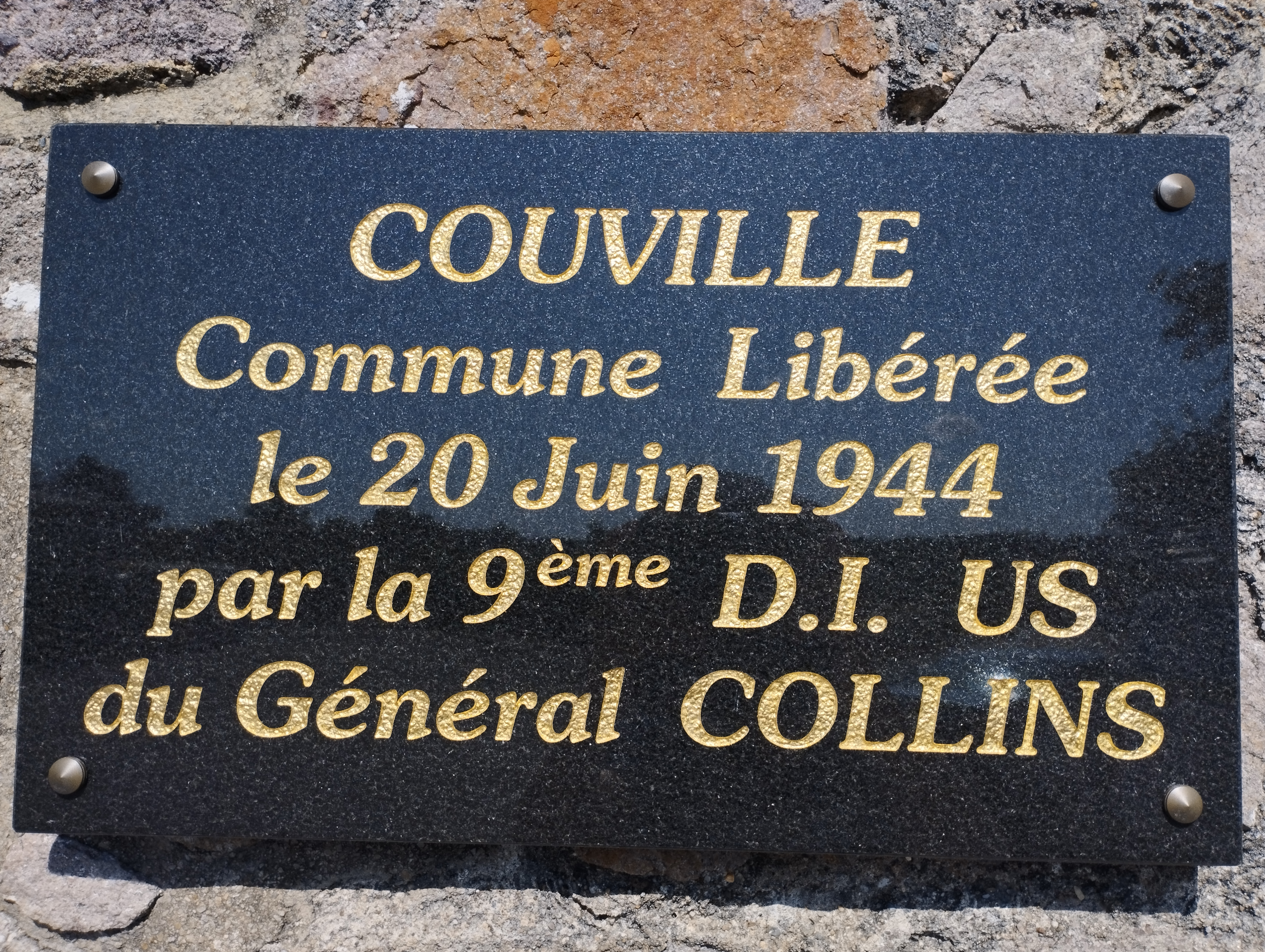
Plaque posée sur le mur de la mairie en l'honneur de la Libération par la 9 ème division US en 1944.

En 1943, la commune voit se construire une plate-forme de lancement de missiles V1 dont l'existence, une fois découverte, provoqua une série de bombardements. Un site analogue est alors poursuivi en souterrain à Brécourt sur la commune d'Hainneville.

## Politique et administration
| Période                                  | Période   | Identité        | Étiquette | Qualité    |
| ---------------------------------------- | --------- | --------------- | --------- | ---------- |
| 1983                                     | mars 2008 | René Bihel      |           |            |
| mars 2008                                | mai 2020  | Alain Pinabel   | SE        | Technicien |
| mai 2020                                 | En cours  | Sédrick Gourdin | SE        | Formateur  |
| Les données manquantes sont à compléter. |           |                 |           |            |

Le conseil municipal est composé de quinze membres dont le maire et trois adjoints.

## Population et société
Les habitants de la commune sont appelés les Couvillais.

### Démographie
L'évolution du nombre d'habitants est connue à travers les recensements de la population effectués dans la commune depuis 1793. Pour les communes de moins de 10 000 habitants, une enquête de recensement portant sur toute la population est réalisée tous les cinq ans, les populations de référence des années intermédiaires étant quant à elles estimées par interpolation ou extrapolation. Pour la commune, le premier recensement exhaustif entrant dans le cadre du nouveau dispositif a été réalisé en 2007.
En 2022, la commune comptait 1 228 habitants, en évolution de +9,16 % par rapport à 2016 (Manche : −0,31 %, France hors Mayotte : +2,11 %).
| 1793 | 1800 | 1806 | 1821 | 1831 | 1836 | 1841 | 1846 | 1851 |
| ---- | ---- | ---- | ---- | ---- | ---- | ---- | ---- | ---- |
| 543  | 544  | 664  | 729  | 750  | 714  | 677  | 647  | 660  |

| 1856 | 1861 | 1866 | 1872 | 1876 | 1881 | 1886 | 1891 | 1896 |
| ---- | ---- | ---- | ---- | ---- | ---- | ---- | ---- | ---- |
| 682  | 583  | 651  | 533  | 530  | 579  | 494  | 440  | 498  |

| 1901 | 1906 | 1911 | 1921 | 1926 | 1931 | 1936 | 1946 | 1954 |
| ---- | ---- | ---- | ---- | ---- | ---- | ---- | ---- | ---- |
| 475  | 485  | 480  | 464  | 520  | 517  | 465  | 438  | 468  |

| 1962 | 1968 | 1975 | 1982 | 1990 | 1999 | 2006 | 2007 | 2012  |
| ---- | ---- | ---- | ---- | ---- | ---- | ---- | ---- | ----- |
| 463  | 412  | 488  | 657  | 821  | 820  | 922  | 937  | 1 030 |

| 2017  | 2022  | - | - | - | - | - | - | - |
| ----- | ----- | - | - | - | - | - | - | - |
| 1 143 | 1 228 | - | - | - | - | - | - | - |

### Cultes
L'église est aujourd'hui rattachée à la nouvelle paroisse Sainte-Bernadette du doyenné de Cherbourg-Hague.

### Manifestations culturelles et festivités
L'Association des parents d’élèves de Couville organise chaque année des manifestations.
- Les Foulées couvillaises, généralement organisée fin mars. Des trails et des randonnées sont proposées le matin, puis un éveil athlétique composés de trois courses à pied aux enfants l'après-midi.
- La chasse aux œufs de Pâques, chaque lundi de Pâques. Une chasse aux œufs dans l'enceinte de l'école de Couville.
- Une soirée au théâtre, en association avec la troupe de théâtre de la commune, une pièce de théâtre est présentée.
- Un vide-greniers organisé au mois de mai, sous chapiteau, avec restauration.
- La kermesse de fin d'année, organisée fin juin. La journée se termine par une retraite aux flambeaux et par un feu d'artifice.

## Économie
C'est de la gare de Couville que devait partir le minerai de fer exploité par la société des Mines de May-sur-Orne, qui avait repris en 1951 les activités de la mine de fer de Flamanville fermée en 1940 du fait de la Seconde Guerre mondiale. Après la fermeture de la mine en 1962, c'est l'installation de l'usine de retraitement de la Hague, qui a relancé l'activité économique de la région.

## Culture locale et patrimoine

### Lieux et monuments
- Église Notre-Dame des XIIIe – XVe siècles avec sa tour le long de la nef et sacristie du XVIIIe siècle. Elle abrite plusieurs œuvres classées au titre objet aux monuments historiques, dont des fonts baptismaux romans du XIIe siècle, posés sur quatre colonnettes simples, et dont la cuve quadrangulaire est ornée d'un bas-relief figurant en face est un monstre ailé, en face ouest des arcatures, en face nord une étoile à cinq branches, et en face sud une fleur stylisée à quatre pétales dans un cercle[40], un maître-autel du XVIIe, une chaire à prêcher du XVIIIe, un calice et sa patène du XVIIe[41], deux Vierges à l'Enfant du XVIIIe, un saint Jean-Baptiste du XVIIe, un saint Sébastien du XVIe[27]. On a retrouvé dans l'édifice des sarcophages mérovingiens[42].
- Croix de cimetière du XVIIIe siècle en granit, et if funéraire.
- Manoir Saint-Luc du XVIIe siècle. Château construit de 1640 à 1660 par Guillaume Simon (v. 1609-1676) et qui prit le nom de Saint-Luc lorsqu'il devint la propriété de Louis Lucas (Famille Lucas de Saint-Luc de Couville). Sur la tour sont insérées les armes du seigneur de Couville, Guillaume Simon (d'azur à la croix d'argent chargée de cinq croissants de gueules et cantonnée de quatre cygnes d'argent et de son épouse Suzanne Poërier d'azur au chevron d'or accompagné en chef de deux étoiles d'argent et en pointe d'un croissant de même. Un casque de profil surmonte l'écu[43].
- Château de Briquebosc du XVe siècle, flanqué de deux tours[44].

### Personnalités liées à la commune
- Pierre Lucas de Couville de Saint-Luc (1740-1815) , maire de la commune en 1809, fit allégeance en 1815 aux Bourbons[27].

### Héraldique
| Blason de Couville | Blason  | D'azur à la croix d'argent, chargée de cinq croissants de gueules et cantonnée de quatre cygnes d'argent. |
| Blason de Couville | Détails | Le statut officiel du blason reste à déterminer.                                                          |